# T.V. Smith
T.V Smith, właśc. Tim Smith (ur. 5 kwietnia 1956 w Romford, obecnie London Borough of Havering) – brytyjski wokalista i kompozytor punk rockowy. Współtworzył punkrockową The Adverts w latach 1976–1979.

## Życiorys
T.V. Smith, przeniósłszy się z Bidefort do Londynu wraz z Gaye'em Blackiem (Gaye Advert), stworzyli punkrockową grupę The Adverts, która rozpadła się pod koniec 1979. T.V. Smith sformował następnie grupę T.V. Smith's Explorers, później grupę Cheap. W latach 80. rozpoczął również występy solowe.

## Dyskografia

### The Adverts
- 1978 Crossing the Red Sea with The Adverts
- 1979 Cast of Thousands

### T.V. Smith’s Explorers
- 1981 Last Words of the Great Explorer

### T.V. Smith’s Cheap
- 1993 RIP... Everything Must Go

### T.V. Smith
- 1983 Channel 5
- 1992 March of the Giants
- 1994 Immortal Rich
- 1998 Generation Y
- 2001 Useless
- 2003 Not a Bad Day
- 2006 Misinformation Overload
- 2007 Perform Crossing the Red Sea with the Adverts Live in The 100 Club, London 5. April 2007
- 2008 In the Arms of My Enemy
- 2009 Live at the N.V. A. Ludwigsfelde, Niemcy
- 2010 Sparkle in the Mud
- 2011 Coming in to Land
- 2012 Dangerous Playground EP
- 2012 Lucky Us

### DVD
- 2005 One Chord Wonder Live at The Sun Festival 1996, Wild Heart, Berlin 2001, Kuba in Jülich 2003
- 2007 Perform Crossing the Red Sea with the Adverts Live in The 100 Club.